# 皇朝盃
皇朝盃（英語：Dynasty Cup），由三支東亞球隊日本、中國、韓國，加上朝鮮的四角賽。
前兩屆（1990年、1992年）朝鮮曾派隊參賽，但1995年及最後一屆1998年未有參賽，改由香港頂上。
賽事採用單循環賽制，勝方3分、打和1分、負分0分。分數最多的一隊為冠軍。
首兩屆賽事在中國首都北京舉行，而1995年則在香港舉行，1998年則在日本舉行。首屆賽事韓國奪魁，而往後日本連續三屆奪冠。
1998年後，賽事改為東亞足球錦標賽。

## 歷屆賽事一覽
| 年份   | 主辦國 | 冠軍   | 亞軍   | 季軍   | 第四名 |
| ------ | ------ | ------ | ------ | ------ | ------ |
| 1990年 | 中國   | ·      | · 中國 | ·      | · 日本 |
| 1992年 | 中國   | · 日本 | ·      | ·      | · 中國 |
| 1995年 | 香港   | · 日本 | ·      | · 香港 | · 中國 |
| 1998年 | 日本   | · 日本 | · 中國 | ·      | · 香港 |

## 獎項

### 最有價值球員
| 年   | 球員     | 国籍 |
| ---- | -------- | ---- |
| 1990 | 金铸城   |      |
| 1992 | 三浦知良 | 日本 |
| 1995 | 井原正巳 | 日本 |
| 1998 | 中田英寿 | 日本 |

### 神射手
| 年   | 球員     | 国籍 | 入球数 |
| ---- | -------- | ---- | ------ |
| 1990 | 吴群立   | 中國 | 2      |
| 1992 | 高木琢也 | 日本 | 4      |
| 1995 | 黒崎久志 | 日本 | 4      |
| 1998 | 黎兵     | 中國 | 3      |